# Oblast' di Nižnij Novgorod
L'oblast' di Nižnij Novgorod (in russo Нижегоро́дская о́бласть?, Nižegoródskaja óblast') è un'oblast' della Russia, il cui capoluogo omonimo fino al 1990 si chiamava Gor'kij, occupa un territorio pianeggiante ad est di Mosca lambito dalle alture del Volga.
I fiumi Volga ed Oka con i loro numerosi affluenti, il bacino di Gor'kij (bacino artificiale ottenuto dallo sbarramento del medio corso del Volga con una diga lunga quasi 13 km) favoriscono l'agricoltura (cereali) e l'allevamento (bovini).
La provincia è comunque ricca di industrie (siderurgiche, meccaniche, chimiche, petrolchimiche, tessili, elettrotecniche, alimentari, della carta e del vetro) che la rendono tra le più ricche della Russia.
La capitale Nižnij Novgorod raggiunge con i sobborghi 1 311 200 abitanti ed è sede di una delle più antiche università della Russia. Ha un aeroporto e molti monumenti civili e religiosi che insieme all'antica fortezza la rendono meta di un turismo sempre più internazionale.
Altre città importanti sono: 
- Arzamas
- Lyskovo, con le sue industrie del legno;
- Kstovo, sul Volga, con industrie metallurgiche;
- Bor, porto peschereccio sul Volga;
- Bogorodsk, nota per le industrie conciarie e calzaturiere;
- Dzeržinsk, la seconda città della provincia, sul fiume Oka;
- Gorodets, sull'estremità meridionale del bacino di Nižegorod con industrie meccaniche;
- Zavolž'e, sul Volga con industrie metalmeccaniche e del legno;
- Pavlovo, sul fiume Oka con industrie siderurgiche.

## Geografia antropica

### Suddivisioni amministrative

#### Rajon
La oblast' di Nižnij Novgorod comprende i seguenti rajon (fra parentesi il capoluogo; sono indicati con un asterisco i capoluoghi non direttamente dipendenti dal rajon ma posti sotto la giurisdizione della oblast'):
- Ardatovskij (Ardatov)
- Arzamasskij (Arzamas*)
- Balachninskij (Balachna)
- Bogorodskij (Bogorodsk)
- Bol'šeboldinskij (Bol'šoe Boldino)
- Bol'šemuraškinskij (Bol'šoe Muraškino)
- Buturlinskij (Buturlino)
- Dal'nekonstantinovskij (Dal'nee Konstantinovo)
- Diveevskij (Diveevo)
- Gaginskij (Gagino)
- Gorodecskij (Gorodec)
- Knjagininskij (Knjaginino)
- Koverninskij (Kovernino)
- Krasnobakovskij (Krasnye Baki)
- Krasnooktjabr'skij (Urazovka)
- Kstovskij (Kstovo)
- Lukojanovskij (Lukojanov)
- Lyskovskij (Lyskovo)
- Pavlovskij (Pavlovo)

- Pil'ninskij (Pil'na)
- Počinkovskij (Počinki)
- Sečenovskij (Sečenovo)
- Sergačskij (Sergač)
- Šarangskij (Šaranga)
- Šatkovskij (Šatki)
- Sokol'skij (Sokol'skoe)
- Sosnovskij (Sosnovskoe)
- Spasskij (Spasskoe)
- Tonkinskij (Tonkino)
- Tonšaevskij (Tonšaevo)
- Urenskij (Uren')
- Vačskij (Vača)
- Vadskij (Vad)
- Varnavinskij (Varnavino)
- Vetlužskij (Vetluga)
- Volodarskij (Volodarsk)
- Vorotynskij (Vorotinec)
- Voskresenskij (Voskresenskoe)
- Voznesenskij (Voznesenskoe)

##### Ex rajon
- Borskij, divenuto circondario urbano di Bor (Bor)
- Čkalovskij, divenuto circondario urbano di Čkalovsk
- Kulebakskij, divenuto circondario urbano di Kulebaki
- Navašinskij, divenuto circondario urbano di Navašino
- Perevozskij, divenuto circondario urbano di Perevoz
- Pervomajskij, divenuto circondario urbano di Pervomajsk
- Šachunskij, divenuto circondario urbano di Šachun'ja
- Semënovskij, divenuto circondario urbano di Semënov
- Vyksunskij, divenuto circondario urbano di Vyksa

#### Città
I centri abitati della oblast' che hanno lo status di città (gorod) sono 28 (in grassetto le città sotto la diretta giurisdizione della oblast', che costituiscono una divisione amministrativa di secondo livello):
- Arzamas
- Balachna
- Bogorodsk
- Bor
- Čkalovsk
- Dzeržinsk
- Gorbatov
- Gorodec
- Knjaginino
- Kstovo

- Kulebaki
- Lukojanov
- Lyskovo
- Navašino
- Nižnij Novgorod
- Pavlovo
- Perevoz
- Pervomajsk
- Šachun'ja
- Sarov

- Semënov
- Sergač
- Uren'
- Vetluga
- Volodarsk
- Vorsma
- Vyksa
- Zavolž'e

#### Insediamenti di tipo urbano
Centri urbani con status di insediamento di tipo urbano :
- Pervoe Maja
- Ardatov
- Ar'ja
- Bližne-Pesočnoe
- Bol'šoe Kozino
- Bol'šoe Muraškino
- Buturlino
- Central'nyj
- Dal'nee Konstantinovo
- Dosčatoe
- Frolišči
- Gidrotorf
- Gorbatovka
- Gremjačevo
- Il'inogorsk
- imeni M. I. Kalinina
- imeni Stepana Razina
- Juganec

- Kovernino
- Krasnaja Gorka
- Krasnye Baki
- Lesogorsk
- Lukino
- Maloe Kozino
- Muchtolovo
- Pervomajskij
- Pil'na
- Pižma
- Rešeticha
- Šajgino
- Šaranga
- Satis
- Šatki
- Šimorskoe
- Sjava
- Smolino

- Sokol'skoe
- Sosnovskoe
- Suchobezvodnoe
- Tëša
- Tonkino
- Tonšaevo
- Tumbotino
- Vača
- Vachtan
- Varnavino
- Vasil'sursk
- Vetlužskij
- Vilja
- Vorotinec
- Voskresenskoe
- Voznesenskoe
- Vyezdnoe
- Zelënyj Gorod